# Коэли
Коэли (лат. Eudynamys) — род птиц семейства кукушковых, распространённых в Азии, Австралии и на островах Тихого океана. Это довольно крупные представители семейства с хорошо развитым половым диморфизмом. Одна из отличительных особенностей группы — зазубренные края клюва, что говорит о характере их питания. Коэли специализируются на растительных кормах, чем выделяются среди всех, кроме исполинской кукушки, видов семейства кукушковых.
Систематика рода в настоящий момент — предмет научных споров. Часть авторов называют род монотипичным, включая в него только Eudynamys scolopaceus. Согласно их точке зрения формы melanorhynchus и orientalis являются подвидами этого вида, форма taitensis выделяется в отдельный род Urodynamis (длиннохвостый коэль). В других изданиях указывается два вида — Eudynamys scolopaceus и Eudynamys taitensis. Наконец, третья точка зрения, поддерживаемая Международным союзом орнитологов — три вида, Eudynamys scolopaceus, Eudynamys melanorhynchus и Eudynamys orientalis; форма taitensis также, как и в первом случае, выведена за скобки.
Анализ последовательности нуклеотидов, проведённый в 1999 году группой специалистов из Миннесотского университета, равно как исследование поведенческих и экологических характеристик канадским орнитологом Дженис Хьюз показали, что сестринским по отношению к коэлям таксоном является монотипичная исполинская кукушка. Стоит отметить, что указанные авторы рассматривали длиннохвостого коэля в качестве одного из видов коэлей. С выводами этой группы не согласны орнитологи Майкл Соренсон и Роберт Пэйн, продолжающие считать род монотипичным. Они полагают, что коэль является частью базальной группы, куда также входят черноголовая (Microdynamis parva) и толстоклювая (Pachycoccyx audeberti) кукушки.
Список видов по версии Международного союза орнитологов:
- Eudynamys scolopaceus — Коэль
- Eudynamys melanorhynchus — Черноклювый коэль[11]
- Eudynamys orientalis — Тихоокеанский коэль[12]